# Al-'Ahd
 (mai 2020).
Si vous disposez d'ouvrages ou d'articles de référence ou si vous connaissez des sites web de qualité traitant du thème abordé ici, merci de compléter l'article en donnant les références utiles à sa vérifiabilité et en les liant à la section « Notes et références ».
Al-'Ahd (ou Jam’iyyat, la Société Pacte, en arabe : جمعية العهد, Jamyat al-Ahd) est un mouvement politique fondé en 1913, par des officiers irakiens de l'armée ottomane.

## Création et membres
La plupart des officiers qui ont créé ce mouvement ont servi dans l'armée de Sherif Husayn lors de la révolte arabe et par la suite dans l'armée syrienne de Fayçal 1er. Ils ont répondu à l'appel lancé par ce dernier pour l'indépendance de l’Irak, en compagnie du roi d'Amir Abdullah, fils de Sharif Husayn, et de son député le prince Zayd. Sherif Husayn a également cherché l'union entre l'Irak avec la Syrie. Plus tard, il sollicitera le soutien économique et technique de la Grande-Bretagne dans la mesure où cela ne compromet pas le combat pour l'indépendance et de liberté.   

## Actions
Le groupe a eu ses premières réunions à Damas, puis a ouvert un certain nombre de sections dans d'autres régions arabes, notamment en Irak, comme à Bagdad et à Mossoul. Il a fondé le magazine al-Lisan. Ses membres irakiens étaient Yasin al-Hashimi, Nuri as-Said, Jafar al-Askari et Jamil al-Midfai. 'Aziz' Ali al-Misri faisait partie des participants pour la partie égyptienne.   
Le groupe a également obtenu le soutien du politicien irakien Talib al-Naqib, qui a assuré un soutien financier et moral permettant de développer les activités. Muhammed Sharif al-Faruqi, officier dont les relations avec les Britanniques ont pour partie conduit à un soutien de la révolte arabe, indiqua être membre d'Al-'Ahd, mais des études ont démenti ces affirmations.         
Après l'éviction du gouvernement arabe de Faisal de Syrie en 1920, le groupe transfère son siège à Alep et à Deir ez-Zor pour continuer à œuvre pour un gouvernement arabe pour l'Irak. Cependant, l'effondrement de Faisal a considérablement affaibli le groupe et ses activités se sont éteintes peu après. 